# Джон Мъскър
Джон Едуард Мъскър (на английски: John Edward Musker) е американски аниматор, режисьор, сценарист и продуцент. В работата си често си сътрудничи с режисьора Рон Клемънтс, като е най-известен като сценарист и режисьор на филмите на Дисни: Базил, великият мишок детектив (1986), Малката русалка (1989), Аладин (1992), Херкулес (1997), Планетата на съкровищата (2002), Принцесата и жабокът (2009) и Смелата Ваяна (2016).

## Ранен живот
Мъскър е роден в Чикаго, Илинойс на 8 ноември 1953 г. като второ от осемте деца на Робърт и Джоан Мъскър, ирландски католическо семейство.
Посещава академията „Лойола“ в Илинойс и след това завършва Колежа по изкуства и науки към Северозападния университет, където специализира английски език и рисува карикатури за местен вестник. След това получава магистърска степен по изящни изкуства в Калифорнийски институт по изкуства в Санта Кларита. Там той чиракува две години при известния аниматор Франк Томас, супервайзър на филми на Дисни като Питър Пан (1953), Лейди и Скитника (1955) и Аристокотките (1970).

## Кариера
Мъскър се запознава с Рон Клемънтс по време на продукцията на Лисицата и хрътката през 1981 г., където работи като аниматор на герой под ръководството на Клемънтс и Клиф Нордберг. Мъскър и Клемънтс работят като художници на историята на Черният казан, преди да бъдат отстранени от проекта.
С постановката на Малката русалка от 1986 г. Мъскър се присъединява към Клементс в разширяването на оригиналната обработка на груб сценарий от двадесет страници, елиминирайки ролята на бабата на русалката и разширявайки ролите на Краля на русалката и морската вещица, и по-късно към тях се присъединяват музикалните композитори Хауърд Ашман и Алън Менкен, които си сътрудничат по песните и музикалното оформление на филма. Издаден през ноември 1989 г., филмът Малката русалка е възхваляван като крайъгълен камък в прераждането на анимацията на Дисни от филмовите критици и събира местни приходи от 84 милиона щатски долара, като общо получава 184,2 милиона щатски долара в световен мащаб.
Когато работата по Малката русалка приключва, Клемънтс и Мъскър преработват идеята си, която имат по-рано, за Планетата на съкровищата, но студиото все още изразява незаинтересованост. Вместо това на двамата режисьори са предложени три проекта в процес на разработка: Лебедово езеро, Кралят на джунглата и Аладин. Режисьорите в крайна сметка избират последния, желаейки шантаво, по-бързо и по-съвременно настроение, различно от предишните анимационни филми на Дисни. Издаден през ноември 1992 г., Аладин получава положителни отзиви от критиците и става първият анимационен филм с приходи от над 200 милиона щатски долара в САЩ.
По време на продукцията на Херкулес, през 1995 г., Клемънтс и Мъскър подписват седемгодишен договор със студиото, който предвижда след Херкулес студиото да продуцира Планетата на съкровищата или друг проект по техен избор.
През 2002 г. излиза филмът Планетата на съкровищата.
През септември 2005 г. двамата режисьори напускат Дисни.
Когато Джон Ласитър е назначен за главен творчески директор на Уолт Дисни Фийчър Анимейшън през февруари 2006 г., той отправя покана към Клемънтс и Мъскър да се върнат в студиото, за да наблюдават продукцията на Принцесата и жабокът и са официално потвърдени като режисьори през следващия юли. Издаден през 2009 г., филмът Принцесата и жабокът получава положителни отзиви и печели 267 милиона щатски долара по целия свят.
През 2016 г. е издаден следващият съвместен филм на Мъскър и Клемънтс – Смелата Ваяна.
През март 2018 г., след като работи в студиото в продължение на 40 години, Мъскър обявява оттеглянето си от Уолт Дисни Анимейшън Студиос.

## Личен живот
Мъскър е женен за Гейл, с която има три деца: Джаксън и Патрик, които са близнаци, и Джулия.